# Комана
Комана (фр. Commana) је насељено место у Француској у региону Бретања, у департману Финистер.
По подацима из 2011. године у општини је живело 1134 становника, а густина насељености је износила 28,42 становника/km².

## Демографија
| 1962. | 1968. | 1975. | 1982. | 1990. | 2011. |
| ----- | ----- | ----- | ----- | ----- | ----- |
| 1.462 | 1.370 | 1.262 | 1.153 | 1.061 | 1.134 |